# ハインリヒ1世 (ロートリンゲン宮中伯)
ハインリヒ1世（Heinrich I., ? - 1061年7月29日）は、ロートリンゲン宮中伯（在位：1045年 - 1060年）。エッツォ家のツュルピッヒガウ伯ヘツェリン1世の息子。妻を殺害したため狂気伯（Furiosus）のあだ名がつけられ、また、精神病を治療するため修道院に監禁されたことから修道士伯（Monachus）ともよばれる。

## 生涯
ハインリヒ1世はツュルピッヒガウ伯ヘツェリン1世の息子である。母はおそらくケルンテン公コンラート1世の娘である。
1048年ごろ、ハインリヒはロートリンゲン公ゴツェロ1世の娘でローマ教皇ステファヌス9世の妹マティルデ（1025年頃 - 1060年7月27日）と結婚した。
従姉妹にあたるポーランド王妃リヘザよりコッヘムのモーゼラン城を与えられた。また、神聖ローマ皇帝ハインリヒ3世が病の際にドイツ王位継承者に選ばれている。
1058年以後まもなく、ハインリヒは狂気の兆候を示し始め、ゴルズ修道院に監禁された。しかしハインリヒは逃げ出し、妻のマティルデが不貞を働いていると考え殺害した（1060年7月27日）。その後、ハインリヒはエヒタナハ修道院に幽閉され、そこで1061年に死去した。ハインリヒの領地はケルン大司教アンノ2世により没収され、アンノ2世がハインリヒの1人息子ヘルマン2世（1064年 - 1085年）の後見人をつとめた。